# Paul Saliba
Paul Saliba, né en 1939 et mort en 2017, fut le métropolite de l'archidiocèse orthodoxe antiochien d'Australie, de Nouvelle-Zélande et des Philippines de 1999 à 2017.